# 10300 Tanakadate
10300 Tanakadate este un asteroid din centura principală de asteroizi.

## Descriere
10300 Tanakadate este un asteroid din centura principală de asteroizi. A fost descoperit pe 6 martie 1989 la Geisei de Tsutomu Seki. El prezintă o orbită caracterizată de o semiaxă mare de 2,23 ua, o excentricitate de 0,10 și o înclinație de 5,5° în raport cu ecliptica.